# Chương trình hồi hương về Mexico
Chương trình hồi hương về Mexico là cuộc di trú bắt buộc phần lớn xảy ra từ 1931 đến 1934, khi hơn 500.000 người México và người Mỹ gốc Mexico – hơn một phần ba dân số gốc Mexico tại Hoa Kỳ – bị trục xuất hay "tự ý hồi hương" về México. Vào khoảng 60% người bị trục xuất là trẻ em sinh ở Hoa Kỳ và những người khác mà, trong khi có gốc Mexico, có quyền công dân. Nhiều người này trở lại về Hoa Kỳ khi nước này thiếu người làm việc vào những năm Chiến tranh thế giới thứ hai.
Trong thời Đại Suy thoái, người gốc Mexico được coi là gánh nặng cho những dịch vụ xã hội như là dịch vụ viện trợ và được cho là người chiếm mất công việc của người Mỹ. Sở Di trú và Nhập tịch tập trung vào những người gốc Mexico vì "họ gần biên giới Mexico, thân thể người mestizo [người lai] có tính khác biệt, và các barrio [khu nghèo] dễ nhận ra."
Chương trình này do Tổng thống Herbert Hoover cho phép; nó tập trung vào những vùng có dân số Hispanic lớn, phần lớn ở các tiểu bang California, Texas, và Michigan. Tuy chính phủ liên bang thời kết thúc chương trình này khi Tổng thống Franklin Roosevelt nhậm chức, nhiều chính phủ cấp tiểu bang và địa phương tiếp tục những chương trình tương tự.
Nhiều người mà không bị chính phủ bắt phải di trú vẫn tự ý bỏ nước Mỹ do hoàn cảnh chống người gốc Mexico. Có thêm người nữa bị nhân viên dịch vụ xã hội ép buộc bỏ nước bằng cách thổi phồng về cơ hội kinh tế ở Mexico. Sau khi tập hợp vào những thị xã trên biên giới như là Thành phố Juárez (Ciudad Juárez), những người mới qua Mexico tìm được ít phương kế. Báo The New York Times ra một bài báo nói về 20 người mới hồi hương chết vì bệnh và sống ngoài trời.
Năm 2005, tiểu bang California thông qua Đạo luật Thượng viện 670 – "Đạo luật Xin lỗi về Chương trình Hồi hương về Mexico vào Những năm 1930" (Apology Act for the 1930s Mexican Repatriation Program) – chính thức nhận "việc dời trái hiến pháp và di cư bắt buộc đối với công dân và cư dân hợp pháp gốc Mexico tại Hoa Kỳ" và xin lỗi cho dân California "về các vụ vi phạm rõ ràng các quyền tự do công dân cơ bản và quyền hiến pháp mà xảy ra trong thời kỳ trục xuất và di cư bắt buộc bất hợp pháp".